# Ляховенко, Андрей Павлович
Андрей Павлович Ляховенко (1895 год, село Березники, Хорольский уезд, Полтавская губерния — 30 ноября 1971 год, Фрунзе) — председатель колхоза «Гигант» Ворошиловского района Фрунзенской области, Киргизская ССР. Герой Социалистического Труда (1948).

## Биография
Родился в 1895 году в крестьянской семье в селе Березники Хорольского уезда.
Член КПСС с 1937 года. С 1945 года возглавлял колхоз «Гигант» Ворошиловского района. В 1947 году колхоз «Гигант» сдал государству 829,1 центнеров сахарной свеклы с каждого гектара. Указом Президиума Верховного Совета СССР от 26 марта 1948 года удостоен звания Героя Социалистического Труда с вручением ордена Ленина и золотой медали «Серп и Молот».
После выхода на пенсию проживал в городе Фрунзе, где скончался в 1971 году.